# Znosko Glacier
Znosko Glacier är en glaciär i Antarktis. Den ligger i Sydshetlandsöarna. Argentina, Chile och Storbritannien gör anspråk på området. Znosko Glacier ligger 22 meter över havet.
Terrängen runt Znosko Glacier är kuperad. Havet är nära Znosko Glacier åt sydost. Trakten är glest befolkad. Närmaste befolkade plats är Commandante Ferraz Station, 4,9 kilometer öster om Znosko Glacier. 